# Leigh Bardugo
Leigh Bardugo, född 6 april 1975 i Jerusalem, är en amerikansk författare som är mest känd för sin fantasytrilogi Grisha.
Bardugo växte upp i Los Angeles och studerade vid Yale. Innan hon blev författare på heltid arbetade Bardugo inom journalistik och copywriting samt med makeup och specialeffekter i filmbranschen.
Bardugos första bok, Shadow and Bone (I ljusets makt) nominerades till Romantic Times Book Award, South Carolina Children's Book Award och recenserades även i The New York Times. Boken hamnade på plats 8 på The New York Times Best Seller List.

### Grishatrilogin
- Shadow and Bone (2012)
- Siege and Storm (2013)
- Ruin and Rising (2014)

### Noveller
- The Witch of Duva (2012)
- The Too-Clever Fox (2013)
- Little Knife (2014)
- The Demon in the Wood: A Darkling Prequel Story (2015)
- Ayama and the Thorn Wood (2017)
- The Soldier Prince (2017)
- When Water Sang Fire (2017)

### Six of Crows-serien
- Six of Crows (2015)
- Crooked Kingdom (2016)

### Nikolai-serien
- King of Scars (2019)
- Rule of Wolves (2021)

### Alex Stern-serien
- Ninth House (2019)
- Hell bent (2023)

### Enskilda verk
- Wonder Woman: Warbringer (2017)

### Svenska översättningar
- I ljusets makt (2015, Grisha-trilogin, del 1), svensk översättning: Carina Jansson
- Stormens öga (2015, Grisha-trilogin, del 2), svensk översättning: Carina Jansson
- Ur askan (2016, Grisha-trilogin, del 3), svensk översättning: Carina Jansson
- Högt spel (2016), svensk översättning: Carina Jansson
- Laglöst rike (2019), svensk översättning: Carina Jansson
- Det nionde sällskapet (2020), svensk översättning: Sabina Söderlund

## Tv-serier
I januari 2019 meddelade Netflix att en adaption baserad på Bardugos böcker Shadow and bone (I ljusets makt) och Six of crows (Högt spel) planeras komma ut i en tv-serie i åtta delar.

## Privatliv
Bardugo har nämnt att hon lider av Osteonekros, eller benvävsdöd, som leder till att benvävnaden förstörs. Författaren använder tidvis käpp, något som även en av huvudkaraktärerna i hennes böcker Six of Crows och Crooked Kingdom har som kännetecken.